# Ferenc Debreczeni
Ferenc Debreczeni "Ciki" (ur. 24 marca 1948 w Gyöngyös) – perkusista węgierskiego zespołu Omega. Przez osiem lat uczył się w szkole muzycznej grać na klarnecie. Potem uczęszczał do szkoły technicznej im. Kálmána Kandó. W tym czasie zaczął się uczyć grać na perkusji, trochę pod wpływem starszego brata Csaby, który grał w Bergendy. Najpierw grał w grupie Devils, potem w Neotonie, skąd w 1971 roku przeszedł do Omegi. Wspomaga muzycznie Szekeres Project firmowany przez Tamása Szekeresa. Ciki ma dwoje dzieci: syna Arona i córkę Fanni.